# Флаг Сараевского района
Флаг «муниципального образования — Сара́евский муниципальный район Рязанской области» Российской Федерации.
Флаг утверждён 17 сентября 2003 года, как флаг Сараевского района Рязанской области (после муниципальной реформы — «муниципальное образование — Сараевский муниципальный район Рязанской области»), и внесён в Государственный геральдический регистр Российской Федерации с присвоением регистрационного номера 1971.

## Описание флага
Флаг представляет собой прямоугольное полотнище с соотношением ширины к длине равным 2:3, состоящее из трёх равновеликих горизонтальных полос: верхней — зелёного, средней — золотого и нижней — лазоревого цвета, несущих на себе фигуры из муниципального герба: вверху — два золотых снопа, положенных накрест; посредине — зелёную дубовую ветвь в столб, имеющую три листа над двумя желудями; внизу — двух обращённых друг к другу золотых карпов.